# Дьюри, Абрам
Абрам Дьюри (англ. Abram Duryée, 29 апреля 1815 — 27 сентября 1890) — американский военачальник, бригадный генерал добровольческой армии во время гражданской войны. Командовал одним из самых известных зуавских полков — 5-м Нью-Йоркским, а затем — бригадой I корпуса. Покинул армию в 1863, впоследствии служил комиссаром полиции Нью-Йорка.

## Ранние годы
Абрам Дьюри родился в Нью-Йорке в семье военных. Его предки были французскими гугенотами, его дед участвовал в американской войне за независимость, а его отец и два его дяди были офицерами во время войны 1812 года. Дьюри окончил грамматическую школу при Колумбийском колледже и некоторое время работал коммерсантом. В 1833 году он вступил в ополчение штата Нью-Йорк и служил в 142-м полку. Через 5 лет он перевёлся в 27-й полк. Он начал карьеру военного рядовым и в 1859 году дослужился до звания полковника. В 1849 году он командовал этим полком во время подавления мятежа в Астор-Плейс.
В 1838 году Дьюри женился на Каролине Аллен (1820 - 1905). В этом браке родился один сын и три дочери. Его сын Джекоб Эуген Дьюри родился в 1839 году, впоследствии служил в 5-м Нью-Йоркском полку, а затем был подполковником 2-го Мерилендского полка.

## Гражданская война
Когда началась война и президент Линкольн издал прокламацию о наборе 75 000 добровольцев, Дьюри за свой счет набрал и снарядил полк, который 9 мая 1861 года был принят на службу армию США сроком на 2 года как «5-й Нью-Йоркский пехотный полк». 14 мая Дьюри стал полковником. Подполковником его полка стал Говернор Уоррен. 23 мая полк был отправлен в форт-Монро на Вирджинском полуострове и уже 10 июня принял участие в сражении при Биг-Бетель.
26 июля полк отправили в Балтимор. Здесь Дьюри получил тяжелую травму от падения с лошади. Ему пришлось месяц пробыть в постели. 
31 августа Дьюри получил звание бригадного генерала и покинул полк, передав его Говернору Уоррену. Сенат утвердил звание только 3 февраля 1862 года. В мае Дьюри возглавил 2-й бригаду дивизии Орда, сформированную из полков гарнизона Вашингтона. 10 июня 1862 года дивизию Возглавил Джеймс Рикеттс, а его бывшую бригаду передали Дьюри. Он стал командовать 1-й бригадой дивизии Рикетса, которая 26 июня стала 1-й бригадой 2-й Дивизии III корпуса Вирджинской армии. Бригада состояла из четырёх полков:
- 97-й Нью-Йоркский пехотный полк: полк. Чарльз Уилок
- 104-й Нью-Йоркский пехотный полк: полк. Джон Рорбах
- 105-й Нью-Йоркский пехотный полк: полк. Джеймс Фуллер
- 107-й Пенсильванский пехотный полк: полк Томас Зигль

9 августа 1862 года дивизия Рикеттса была отправлена на помощь бригаде Кроуфорда, которая попала в тяжелое положение во время сражения у Кедровой Горы, но дивизия прибыла на место уже после окончания сражения и успела только прикрыть отступление Кроуфорда. После этого армия выдвинулась на рубеж реки Раппаханок, где некоторое время вела перестрелку с противником. 27 августа стало известно, что Томас Джексон вышел в тыл армии и перерезал её коммуникации, из-за чего бригаде пришлось урезать рационы. Ещё до этого, 21 августа, кавалерия Стюарта совершила набег на обозы армии у Кэтлетт-Стейшен, но обозы бригады Дьюри при этом не пострадали.
27 августа дивизия Рикеттса начала марш на север, а затем повернула к ущелью Торуфеир-Гэп, чтобы помешать дивизиям Лонгстрита присоединиться к Джексону. 28 августа произошло сражение при Торуфэир-Гэп, где бригада Дьюри активного участия не принимала. Вечером Рикеттс отступил к Гейнсвиллу. Оттуда через Бристо дивизия вышла к Манассасу, где уже шло сражение. Дивизию направили на крайний правый фланг, и она прошла через поле боя первого сражения при Булл-Ран и встала лагерем у Каменного Дома. Утром бригада выдвинулась против левого фланга армии противника, но попала под артиллерийский обстрел, во время которого Дьюри был ранен (получил контузию правой части груди), но продолжил командование бригадой. 30 августа Северовирджинская армия начала наступление и дивизия Рикеттса попала под удар с фронта и фланга и вынуждена была отойти к реке Рулл-Ран, которую перешла вечером по Каменному Мосту. 1 сентября произошло сражение при Шантильи, в ходе которого бригада Дьюри была развёрнута в боевую линию, но в бою задействована не была. Бригада всю ночь пролежала в полях под дождём на правом фланге армии, уже зная, что противнику свойственно обходить правый фланг и, соответственно, ожидая атаки своего участка в любой момент.
2 сентября бригада отступила к Вашингтону и встала на месте своего прежнего зимнего лагеря. Она сильно сократилась в размере от изнурительных маршей и болезней, но сохранили верю в Дьюри, и корпусной командир Макдауэлл так же отметил его храбрость в своём рапорте. 
5 сентября началась Мэрилендская кампания. Вечером 6 сентября бригада покинула лагерь и в ночь прошла через Джорджтаун и Вашингтон, перейдя Потомак по Акведук-бридж. Марш был так быстр, что когда утром бригада встала в 8-ми милях от Вашингтона на привал, полки насчитывали всего по 50 человек каждый. Отстающие подтянулись на три часа, и бригада встала на стоянку на целый день, без продовольствия, питаясь только зеленым зерном и фруктами. Обозы прибыли только 8 сентября, и полк проследовал через Механиксвилл и Бруксвилл, 13 сентября перешёл реку Монокаси у Фредерика. Утром 14 сентября бригада прошла Фредерик, Катоктинские горы и Миддлтаун и подошла к Южным горам, где уже начиналось сражение. Дивизия Рикеттса была резервом корпуса, но когда у наступающей дивизии Мида кончились патроны, бригаду Дьюри была послана в наступление и быстрой атакой овладела высотами у ущелья Тёрнера. К этому времени стемнело. 15-16 сентября бригада шла к Кедисвиллу и Шарпсбергу.

## Послевоенная деятельность
После Энтитема Дьюри взял отпуск, а вернувшись, обнаружил, что его бригаду передали Джону Гиббону. Он попросил вернуть ему бригаду, но командование отказало, и тогда 5 января 1863 года Дьюри подал в отставку. В 1866 году Сенат присвоил ему звание генерал-майора добровольческой армии, 71-й Нью-Йоркский полк избрал его полковником, а 4-я бригада выбрала его командиром, но он отказался.
В 1873 году Дьюри стал комиссионером нью-йоркской полиции (New York City Police Commissioner). В этой должности 13 января 1874 года он командовал отрядом в 1600 полисменов при подавлении протестов в Томпкинс-Сквере. 46 человек при этом было арестовано и ещё 10 получили обвинения в нападении на полицейских. Организаторы протеста обвинили Дьюри в нападении на безоружных рабочих.
В 1887 году у него начались осложнения, связанные, вероятно, с булл-ранским ранением. 26 мая он пережил инсульт, после которого не смог действовать левой рукой и ногой и уже не покидал своего дома.
Он умер в Нью-Йорке и был похоронен на Гринвуд-Семетери в Бруклине. Врачи зафиксировали левую гемиплегию и кровоизлияние в мозг.